# 3435 Баурі
3435 Баурі (3435 Boury) — астероїд головного поясу, відкритий 2 грудня 1981 року.
Тіссеранів параметр щодо Юпітера — 3,562.